# Килина, Патриция
Патриция Килина (укр. Патриція Килина, настоящее имя Патриция Нелл Уоррен, англ. Patricia Nell Warren; 15 июня 1936, Хелена, штат Монтана — 9 февраля 2019, Лос-Анджелес) — украинская поэтесса и американская писательница. Участница Нью-Йоркской группы украинских поэтов, в дальнейшем автор англоязычных романов и повестей.

## Биография
Родилась в семье с немецкими, норвежскими и ирландскими корнями. В возрасте восемнадцати лет выиграла конкурс короткого рассказа среди школьников, учреждённый престижным журналом The Atlantic Monthly. Изучала английский язык и литературу в Стивенс-колледже в городе Колумбия, затем в Манхэттенвиллском колледже в округе Уэстчестер неподалёку от Нью-Йорка. В 1959—1980 гг. работала редактором в журнале «Reader’s Digest». В дальнейшем полностью посвятила себя литературной работе. В 1990-е гг. в Калифорнии была активной участницей активистского движения в поддержку ЛГБТ.

## Украинское творчество
В 1957 году вышла замуж за лидера Нью-йоркской группы украинских поэтов-эмигрантов Юрия Тарнавского. В связи с этим выучила украинский язык и начала сочинять на нём стихи. Публиковалась в сборниках группы, в ведущем украинском эмигрантском журнале «Сучасність». Выпустила три книги стихов: «Трагедия шмелей» (укр. Трагедія джмелів; 1960), «Легенды и сны» (укр. Леґенди і сни; 1964) и «Розовые города» (укр. Рожеві міста; 1969).
Вместе с Юрием Тарнавским перевела на английский подборку украинских народных дум (1979), а также ряд новелл Василия Стефаника и Михаила Коцюбинского.
Большая подборка стихов Патриции Килины с биографической справкой и кратким анализом творчества опубликована в антологии «Вне традиции» (1993, составитель Богдан Бойчук).
На русский язык стихи Килины переводил Дмитрий Кузьмин.

## Англоязычное творчество
В 1971 году Килина опубликовала свой первый роман на английском языке. В 1973 году она развелась с Тарнавским и в дальнейшем использовала для своих произведений своё настоящее имя. В 1974 году она совершила каминг-аут как лесбиянка и опубликовала свой самый известный роман «Бегущий впереди» (англ. The Front Runner), о любви между спортсменом-бегуном и его тренером, отчасти основанный на её собственном опыте марафонской бегуньи. Роман был напечатан общим тиражом 10 миллионов экземпляров и переведён на 10 языков, а также стал первым художественным произведением на ЛГБТ-тему, попавшим в список бестселлеров газеты «Нью-Йорк Таймс». Последующие романы Уоррен также затрагивали гей-темы. Она также выступала как публицист, в частности уже в 2000—2010-е гг. была многолетним колумнистом журнала A&U, посвящённого теме СПИДа; публицистика Уоррен отличалась отточенностью стиля, незашоренностью взгляда и умением критически относиться к сообществам, с которыми писательница себя идентифицировала.
Спустя несколько месяцев после смерти Уоррен вошла в число первых пятидесяти имён на открытой в Нью-Йорке Национальной стене почёта ЛГБТ.

### Поэзия
- Трагедія джмелів. — Нью-Йорк: Видавництво Нью-Йоркської групи, 1960. — 31 стор.
- Леґенди і сни. — Нью-Йорк: Видавництво Нью-Йоркської групи, 1964. — 63 стор.
- Рожеві міста. — Мюнхен: Сучасність, 1969. — 36 стор.
- Із «Мінімальних поезій» // Сучасність. — 1972. — Ч. 3 (135). — С. 3-5.
- Килина П. // Поза традиції. Антологія української модерної поезії в діяспорі. — Київ-Торонто-Едмонтон-Оттава: Канадський інститут українознавчих студій, 1993. — С. 220—230.

### Проза
- The Front Runner (1974) ISBN 0-9641099-6-4
- The Fancy Dancer (1976) ISBN 0-9641099-7-2
- The Beauty Queen (1978) ISBN 0-9641099-8-0
- One is the Sun (1991) ISBN 1-889135-02-X
- Harlan’s Race (1994) ISBN 0-9641099-5-6
- Billy’s Boy (1997) ISBN 0-9641099-4-8
- The Wild Man (2001) ISBN 1-889135-05-4
- Torero (2004) ISBN 978-3861875956
- My West: Personal Writings on the American West (2011) ISBN 978-1-889135-08-3